# 김현덕
김현덕(한국 한자: 金賢德, 2004년 11월 5일 ~ )은 대한민국의 축구 선수로, 포지션은 센터백이다. 현재 K리그1 FC 서울 소속이다.